# Philip Emeagwali

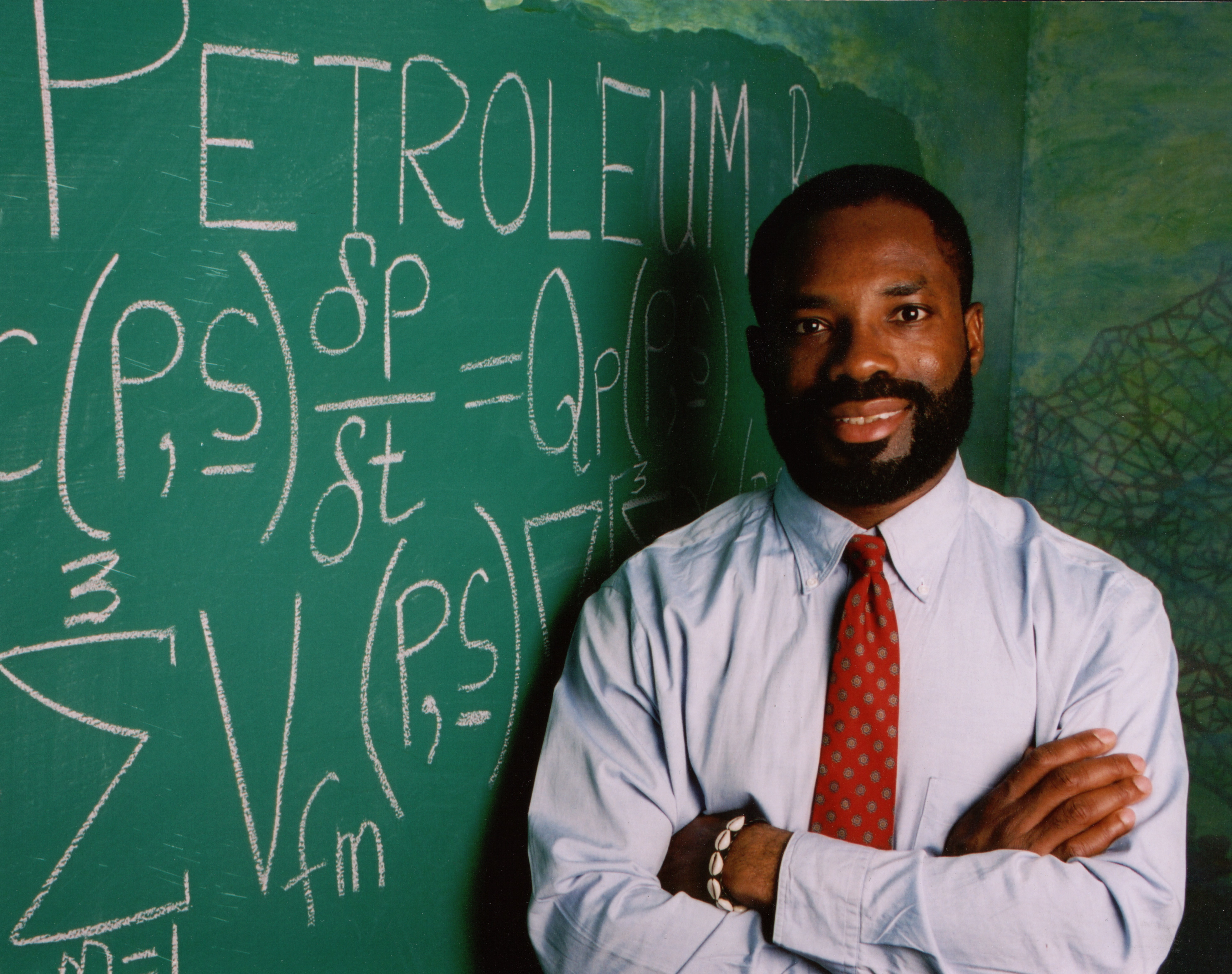
Philip Emeagwali

Philip Emeagwali (n. 1954, Akure, Statul Ondo, Nigeria) este un geolog, programator de calculator și inginer nigerian.
A fost unul din doi câștigători din 1989 a Premiului Gordon Bell, un premiu acordat de IEEE, pentru meritele lui în utilizarea unui supercomputer care a ajuta la analiza câmpurilor petroliere. Coeficientul lui de inteligență a fost apreciat la 190 IQ, care este acealași cu al lui Garry Kasparov.